# Jonn Hart
Jonn Hart, bürgerlich Di'Jonn Grizzell (* 29. August 1989 in Oakland, Kalifornien) ist ein US-amerikanischer Sänger (R&B) und Songwriter.

## Karriere
Sein Vater, der sehr an Gospelmusik interessiert war, besitzt sein eigenes Tonstudio, in dem Jonn als kleiner Junge oft war und wo sein Interesse an der Musik geweckt wurde. Mit seiner Band "Tha Outfit" wurde er bei Epic Records aufgenommen. Nun führt er sein eigenes Musiklabel, Cool Kids Cartel. Seine Solo-Karriere startete er 2012 mit der Veröffentlichung seiner bisher erfolgreichsten Single "Who Booty". Daraufhin folgten die Lieder "Slip N Slide" ft. Kid Ink und "Party". 2013 veröffentlichte er die Single "I cant Feel my Leggz!" feat. Shanell, 2015 dann wieder eine neue Single, mit Kid Ink und 50 Cent, "New Chick".

## Diskografie

### Mixtapes
- 2013: Heart 2 Hart
- 2014: Heart 2 Hart 2
- 2015: Heart 2 Hart 3
- 2017: Heart 2 Hart 4

### Singles
- 2012: Who Booty (feat. Iamsu!)